# Voiteur
 Voiteur  es una población y comuna francesa, situada en la región del Franco Condado, departamento de Jura, en el distrito de Lons-le-Saunier. Es el chef-lieu del cantón de Voiteur.

## Demografía
| 748 | 724 | 719 | 731 | 713 | 718 |
| Para los censos de 1962 a 1999 la población legal corresponde a la población sin duplicidades (Fuente: INSEE [Consultar]) |     |     |     |     |     |